# Chatino de Zacatepec
El chatino de Zacatepec és una llengua ameríndia de Mesoamèrica, una de les varietats del chatino, membre de la família lingüística otomang. No és intel·ligible amb les altres varietats del chatino, tot i que és proper al chatino de la Sierra. Rep el seu nom de la vila de San Marcos Zacatepec, i també és parlat a la vila de Juquila.